# Ja'ar Cipori
Ja'ar Cipori (hebrejsky יער ציפורי‎, doslova Les Cipori, někdy též plurál יערות ציפורי‎, Ja'arot Cipori) je lesní komplex v Izraeli, v Dolní Galileji.
Rozkládá se cca 5 kilometrů severozápadně a severně od Nazaretu, v okolí historické lokality Cipori. Pokrývá zvlněnou krajinu, kterou protéká vádí Nachal Cipori. Sestává ze dvou hlavních úseků. První leží západně od Cipori, poblíž vesnic Cipori, Šimšit a ha-Solelim (s podčástí Ja'ar ha-Solelim). Na severu dosahuje až k okraji údolí Bejt Netofa, na západě k údolí vádí Nachal Jiftach'el. Druhý úsek je situován východněji odtud, mezi vesnicemi Hoša'aja (na pahorku Har Hoša'aja) a městem Mašhad. Na jeho západním okraji se nachází hora Har Jad'aja, na jihovýchodním okraji pahorek Tel Gat Chefer. Na zalesňovacích pracích v tomto regionu se podílí Židovský národní fond, který v povodí Nachal Cipori vysázel 30 000 dunamů (30 kilometrů čtverečních) lesních porostů. Začal už za britského mandátu ve 30. letech 20. století, ale to jen v některých lokalitách mimo dnešní les (například hora Har Bahran u vesnice Kfar ha-Choreš). Většina výsadby zde proběhla až po vzniku státu Izrael, tedy po roce 1948. Zdejší lesy jsou turisticky využívané.